# اليسون باراديس
اليسون باراديس هي الممثلة الفرنسية ، ولد في 29 · . هي أخت فانيسا بارادي .

## وصلات خارجية
- اليسون باراديس على موقع IMDb (الإنجليزية)
- اليسون باراديس على موقع ألو سيني (الفرنسية)
- اليسون باراديس على موقع أول موفي (الإنجليزية)
- اليسون باراديس على موقع قاعدة بيانات الفيلم (الإنجليزية)
- اليسون باراديس على موقع كينوبويسك (الروسية)
- Interview de janvier 2008 sur le site Oh My Gore !